# Dowiaciszki (rejon święciański)
Dowiaciszki (lit. Daujotiškė) – wieś na Litwie, w okręgu wileńskim, w rejonie święciańskim, w gminie Strunojcie.

## Historia
W czasach zaborów wieś w gminie Święciany, w powiecie święciańskim, w guberni wileńskiej Imperium Rosyjskiego. W 1905 roku liczyła 58 mieszkańców, 66 dziesięcin.
W dwudziestoleciu międzywojennym wieś leżała w Polsce, w województwie wileńskim, w powiecie święciańskim, w gminie Łyngmiany.
W 1931 w 21 domach zamieszkiwało 107 osób.
Od 1945 roku w Litewskiej Socjalistycznej Republice Radzieckiej.
Od 1991 roku na niepodległej Litwie.